# Pannonia (Provinz)

Ausdehnung des Römischen Reiches um 125 n. Chr., Pannonien rot hervorgehoben

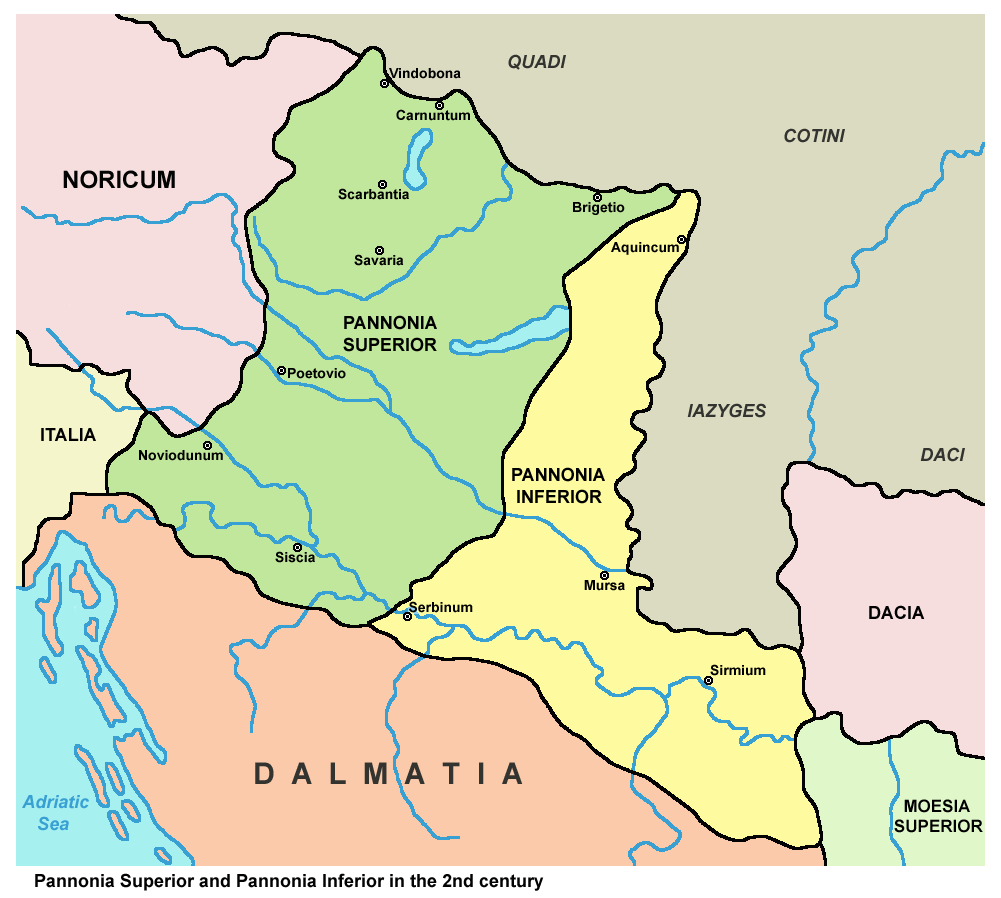
Ausdehnung und wichtige Städte der beiden pannonischen Provinzen im 2. Jahrhundert n. Chr.

Pannonien (lateinisch Pannonia) war von 9 bis 433 n. Chr. eine Provinz des Römischen Reiches und wurde bis Mitte des 1. Jahrhunderts Illyricum inferius genannt. Die Provinz umfasste die westliche Hälfte des heutigen Ungarn, das Burgenland, Teile der Oststeiermark, des Wiener Beckens, die Region Syrmien in Serbien sowie das zwischen Drau (Dravus) und Save (Savus) gelegene Staatsgebiet des heutigen Slowenien und Kroatien. Um 105 n. Chr. wurde die Provinz zweigeteilt, um 300 viergeteilt und 433 schließlich an die Hunnen unter ihrem Anführer Attila abgetreten.

## Der Name Pannonien
Der römische Senator, Konsul und Geschichtsschreiber Cassius Dio war in den Jahren 226–228 n. Chr. Statthalter der Provinz Pannonia superior. Er leitete den Namen Pannonien von der ärmlichen Kleidung der Einheimischen, die damit charakterisiert und verspottet wurden, ab und schrieb: „Der Name ist abgeleitet von der Tatsache, dass ihre Ärmeltunikas aus Stücken alter Kleidung gemacht sind, die sie in Streifen schneiden, zusammennähen und Panni (Latein für Lumpen, Tuch) nennen.“ Der ungarische Altertumswissenschaftler Karl Kerényi (1897–1973) führte den Namen auf den Fruchtbarkeitsgott Pan zurück.
Der österreichische Landesarchäologe Karl Kaus (1940–2015) hingegen leitete Pannonia von „*pen“ – „feucht“ ab. Demnach würde Pannonien „feuchtes, sumpfiges Land“ bedeuten. Zu beachten sei jedoch, dass sich der Name „Pannonien“ beziehungsweise die darunter zu verstehende Lage im Lauf der Zeiten immer wieder verändert hat. Daher werde der Begriff auch in den verschiedenen Disziplinen der Wissenschaften (beispielsweise der Geschichte, Geologie, Klimatologie, Botanik usw.) nicht einheitlich verwendet.

## Die Bevölkerung vor Ankunft der Römer
In den letzten vorchristlichen Jahrhunderten war das Gebiet der Siedlungsraum der von den Römern so bezeichneten illyrischen Pannonier, die namensgebend für die Provinz wurden. Ansonsten waren im Nordteil der Provinz um diese Zeit fast ausnahmslos keltische Völker beheimatet. Als deren größte Volksgruppe standen im Nordwesten des Landes die Boier rund um den Neusiedler See, südlich folgten die Wohnsitze der 1969 durch den Archäologen András Mócsy (1929–1987) lokalisierten Arabiates, denen wiederum südlicher die Taurisker folgten, deren Südgrenze an das Territorium der Serretes anschloss. Südlich des Plattensees waren ein Teil der keltischen Cotini beheimatet, während entlang der pannonischen Ostgrenze – von Norden nach Süden die Donau hinab – westlich der Csepel-Insel die spätkeltischen Eravisker und etwas südlicher die Gebiete der Hercumiates lagen. Neben den Serretes waren folgende Stämme nördlich und südlich der Drau von Westen nach Osten beheimatet: Serapilli, Iasi sowie Andizetes. Die an diesen Stamm anschließenden Cornacates wurden von der Wissenschaft als pseudoethnische Gruppe identifiziert, die ihren Namen nach dem römischen Kastell Cornacum erhielt. Erst mit dem Einmarsch der Römer waren die Cornacates organisiert worden. Ihr Territorium, eine Civitas peregrina, lässt sich durch eine bei Sirmium entdeckte Inschrift sowie durch den Ortsnamen Cornacum bestimmen. Südöstlich von Cornacum am Südufer der dort von Westen nach Osten fließenden Donau hatten die ebenfalls Amantini ihre Heimat. Von Osten aus besiedelten die Daker die Pannonische Tiefebene bis zur Donau. In geringem Maße zogen einige Daker auch weiter nach Nordwesten.

## Römische Provinz

### Eroberung und Aufbau

Die Grenzverschiebungen Pannoniens mit den Legionslagern, Deduktionskolonien und der Bernsteinstraße zwischen dem 1. und 4. Jahrhundert

Von der Unterstützung des Marcus Antonius durch die Daker in der Auseinandersetzung mit Augustus bis 29 v. Chr. verwüsteten Kriege große Teile Illyriens. Die römischen Legionen eroberten im Zuge der Kampfhandlungen erst die dalmatinische Küste und später das illyrische Hinterland bis zur Drau. Anschließend wurde das Land von 12 bis 9 v. Chr. im Ersten Pannonischen Krieg in drei Kampagnen durch Tiberius, Stiefsohn des Augustus, erobert. Anlass waren neben der damals noch im Vordergrund stehenden Expansionspolitik insbesondere auch wirtschaftliche Überlegungen. In der Region gab es eine bekannte Eisenproduktion aus Raseneisenstein und guten landwirtschaftlichen Ertrag. Nach der Niederschlagung des pannonischen Aufstandes 6 bis 9 n. Chr. durch Tiberius kam das Illyricum Inferius unter Militärverwaltung. Diese hatte ihren Sitz in Carnuntum (Petronell-Carnuntum). Wahrscheinlich bereits während der Regierungszeit des zum Kaiser ernannten Tiberius (14–37) begann der Ausbau der damals wirtschaftlich bedeutenden Bernsteinstraße. Diese führte nach ihrer Fertigstellung über Carnuntum, Scarbantia (Sopron/Ödenburg), Savaria (Szombathely/Steinamanger) und Poetovio (Ptuj/Pettau) nach Italien. Möglicherweise während der Regierungszeit des Kaisers Claudius (41–54) wurde Illyrien in die Provinz Pannonien umgewandelt und eine zivile Verwaltung eingeführt.
Neben der Umsiedlung von Teilen der spätkeltischen Eravisker aus dem Raum von Aquincum (Budapest) nach dem pannonischen Aufstand war besonders die römische Politik gegenüber den im angehenden 1. Jahrhundert n. Chr. einwandernden sarmatischen Reiterkriegern der Jazygen von großer Bedeutung für die machtpolitischen und militärischen Verhältnisse der kommenden Generationen. So förderte Rom um 20 n. Chr. die Ansiedlung der Jazygen in der östlich der Donau gelegenen Großen Ungarischen Tiefebene. Dabei hofften die Verantwortlichen, mit den Jazygen einen Bundesgenossen zu gewinnen, der künftige dakische Angriffe von der Ostflanke Pannoniens im Vorfeld abwehren würde. Diese Hoffnung erfüllte sich jedoch nicht. Die Jazygen entwickelten rasch sehr gute Beziehungen zu den vor der nördlichen Donaufront siedelnden germanischen Quaden, die jahrhundertelang hielten. Beide Völker haben in den kommenden beiden Jahrhunderten Pannonien mehrfach überfallen und gebrandschatzt, so 92 n. Chr., als sie gemeinsam mit den germanischen Markomannen die im Legionslager Brigetio stationierte Legio XXI Rapax vollständig aufrieben. Dem damals regierenden flavischen Kaiser Domitian (81–96) gelang es zwar, die Gegner hinter die Donau zurückzuwerfen, doch er konnte sie militärisch nicht schwächen. Zur Sicherung der Machtverhältnisse machten die Flavier (69–96) den pannonischen Donaulimes (Limes Pannonicus) mit der Anlage einer Vielzahl von Holz-Erde-Lagern erstmals durchgehend kontrollierbar.
Um die Versorgung der Städte und Garnisonen sicherzustellen, wurde das Land mit Hilfe von Villae rusticae urbar gemacht. Diese landwirtschaftlichen Güter unterschiedlicher Größe wurden oftmals von Veteranen betrieben.

### Kriege und Blüte

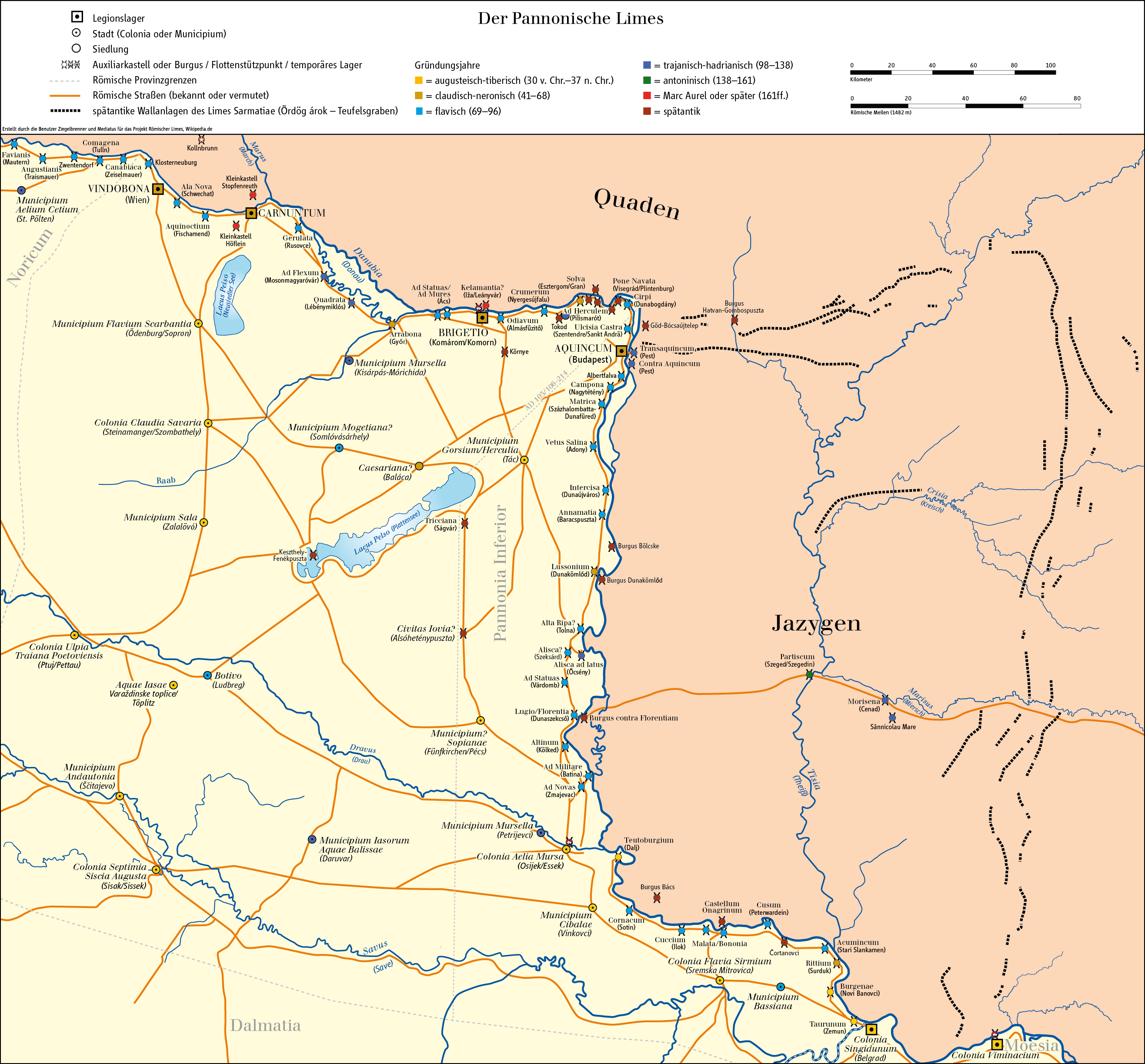
Karte des Pannonischen Limes

Die Donaugrenze Pannoniens, der Limes Pannonicus, wurde vom ersten bis in das fortgeschrittene dritte Jahrhundert n. Chr. durch reguläre Hilfstruppen (Auxilia) in Kohortenstärke und je einer Legion in Vindobona (Wien), Carnuntum, Brigetio (Komárom-Szőny) und Aquincum (Budapest) verteidigt.
Während der Regierungszeit des Kaisers Trajan (98–117) fand eine Zweiteilung der Provinz Pannonien statt, die sich in die Jahre zwischen 102 und 107 n. Chr. datieren lässt:
- Pannonia superior (Oberpannonien) im Westen, Hauptstadt Savaria
- Pannonia inferior (Niederpannonien) im Osten, Hauptstadt Aquincum

Der Althistoriker Rudolf Haensch äußerte 1997, dass als mögliche Amtssitze der Provinz Oberpannonien neben Savaria auch Carnuntum oder Poetovio in Frage kämen. In Savaria fanden sich als archäologische Nachweise die für Provinzhauptstädte typischen Tempel und Gebäude des Kaiserkults und Dokumente seiner Priesterschaft.
Die Grenzziehung erfolgte laut Claudius Ptolemäus zwischen Brigetio und dem Kastell Crumerum (Nyergesújfalu) und zog sich nach Süden durch das Land. Irgendwann während der ersten Hälfte des 2. Jahrhunderts fand eine erneute Grenzänderung statt. Die Provinzgrenze wurde nun nach Osten zwischen die Kastelle Cirpi und Ulcisia Castra südlich des Donauknies verschoben. Damit kam unter anderem das um das Kastell Solva (Esztergom/Gran) gelegene Siedlungsgebiet der einheimischen Azali nach Oberpannonien. Anschließend blieb die Grenze bis zu einer erneuten Verschiebung während der Regierungszeit des Kaisers Caracalla (211–217) unverändert.
Bedeutende Städte in Oberpannonien waren neben Savaria auch die Deduktionskolonien Carnuntum, Brigetio sowie Siscia (Sisak) und Poetovio im Hinterland. In Niederpannonien sind als Colonia neben Aquincum Mursa (Osijek/Esseg) und Sirmium (Sremska Mitrovica/Mitrowitz) zu nennen. Daneben gab es einige städtische Munizipien, die bedeutende Beiträge zur Aufsiedlung der Provinzen leisteten und zu regionalen Handelszentren heranwuchsen.
Nach der Provinzteilung musste der erste niederpannonische Statthalter und spätere Kaiser Hadrian (117–138) im Jahr 107 n. Chr. erneut einen Krieg gegen die Kataphrakten und Bogenschützen der Jazygen führen.
Während der Markomannenkriege (166–180) unter Kaiser Mark Aurel (161–180) waren die Jazygen neben den germanischen Markomannen, Quaden und Vandalen die römischen Hauptgegner. Im Jahr 171 setzten Markomannen, Quaden und Jazygen über die Donau und verwüsteten die pannonischen Grenzregionen und marschierten nach Italien. Die Quaden unterstützten nicht nur die Markomannen, sondern leisteten auch den Jazygen militärische Hilfe. Diese nutzten die gleichzeitige Unruhe unter den germanischen Völkern, um immer wieder Raubzüge über die Stromgrenze zu führen. Im Zuge ihrer Brandschatzungen auf pannonischem Gebiet wurden auch viele Menschen verschleppt. Zwischen 171 und 175 holte Mark Aurel zum Gegenschlag aus. Gegen massiven, gut organisierten Widerstand wurden feindliche Siedlungen zerstört, die Bevölkerung versklavt und getötet sowie ihr Besitz abtransportiert. Harte Friedensverträge sollten die Feinde bändigen. Doch die drei besiegt geglaubten Gegner hielten sich nicht an Verträge. Offensichtlich überfielen Markomannen, Quaden und Jazygen nur wenige Jahre später erneut zahlreiche pannonische Kastellplätze. 179 wurde das während des Ersten Markomannenkrieges eingerichtete Brückenkopfkastell Iža-Leányvár, das sich gegenüber dem Legionslager Brigetio befand, überrannt und niedergebrannt. In der Folge marschierte die römische Armee mit 20.000 Mann erneut in die Gebiete der Germanen und Sarmaten ein, diesmal mit dem Ziel, den Feinden jegliche Existenzgrundlage zu entziehen. Daher richteten sich die Römer in den besetzten Gebieten ein und sperrten unter anderem deren Grenzen nach außen ab, um alle Fluchtmöglichkeiten und Hilfe von Außen zu unterbinden. Mit dem Tod des Kaisers 180 und der Ernennung seines Sohnes Commodus zum Nachfolger scheint sich die Politik gegenüber den Besiegten rasch geändert zu haben. Offensichtlich kam es nun zu einem Friedensschluss, die Gegner konnten sich wieder erholen.
Am 9. April 193 wurde in Carnuntum Septimius Severus (193–211), der Statthalter von Oberpannonien, von den pannonischen Legionen zum Kaiser ausgerufen. Zu dieser Zeit verehren die Pannonier laut Maximos von Tyros den Sonnengott Helios-Sol, symbolisiert durch eine runde Scheibe auf einem Holzpfahl. Viele Funde bestätigen neben der Verehrung der römischen Götter und des Kaiserhauses den Mithraismus, den Isis-Kult, der ein großes Heiligtum in der Provinzhauptstadt Savaria besaß. An vielen Stellen konnten auch Heiligtümer des Iupiter Dolichenus festgestellt werden.
Auch vorrömische Kulte wurden zu dieser Zeit noch in abgewandelter Form gepflegt. So verehrte das spätkeltische Volk der Eravisker auf dem Gellértberg bei Aquincum gemeinsam mit den Stadtoffiziellen den romanisierten Jupiter-Teutanus. Ab dem 3. Jahrhundert werden verstärkt Spuren christlicher und jüdischer Gemeinschaften deutlich. Aus der Regierungszeit des Kaisers Severus Alexander (222–235) ist eine Weiheinschrift aus dem Lagerdorf (Vicus) des Kastells Intercisa erhalten, die eine dort errichtete Synagoge bestätigt.
Eine erneute Blütezeit erlebte die Provinz in der 1. Hälfte des 3. Jahrhunderts, die Städte wurden ausgebaut, öffentliche Gebäude saniert. So können einige größere Baumaßnahmen unter Septimius Severus in Savaria nachgewiesen werden. Carnuntum hatte zu dieser Zeit etwa 40.000 Einwohner. Als Händler und Unternehmer kamen nach den Markomannenkriegen verstärkt Orientalen in die beiden Pannonien. Pannonier und Kelten waren zu dieser Zeit bereits romanisiert. Cassius Dio beschreibt die Pannonier um 205 als tapfere, etwas jähzornige Menschen. Er bedauerte das Volk, das weder Öl noch Wein kenne. Der frühe römerzeitliche Weinanbau Pannoniens wird am Aureus Mons (Goldener Berg) nordwestlich des südpannonischen Kastells Teutoburgium erstmals im 4. Jahrhundert fassbar.
214 erfolgte unter Caracalla eine erneute Korrektur der Provinzgrenzen. Der Herrscher wollte offensichtlich das Legionslager Brigetio der Provinz Oberpannonien entziehen und Niederpannonien zuschlagen. Daher verlief die Grenze von nun an westlich der Garnison.
Erste christliche Märtyrer sind um 250 im Süden der Provinz bezeugt. Die Reichskrise des 3. Jahrhunderts, Epidemien und Kriege setzen dem Aufbau der Provinz ein Ende. Die Bevölkerungszahlen verringern sich zwischen 250 und 300 drastisch.

### Kriegerische Zeiten

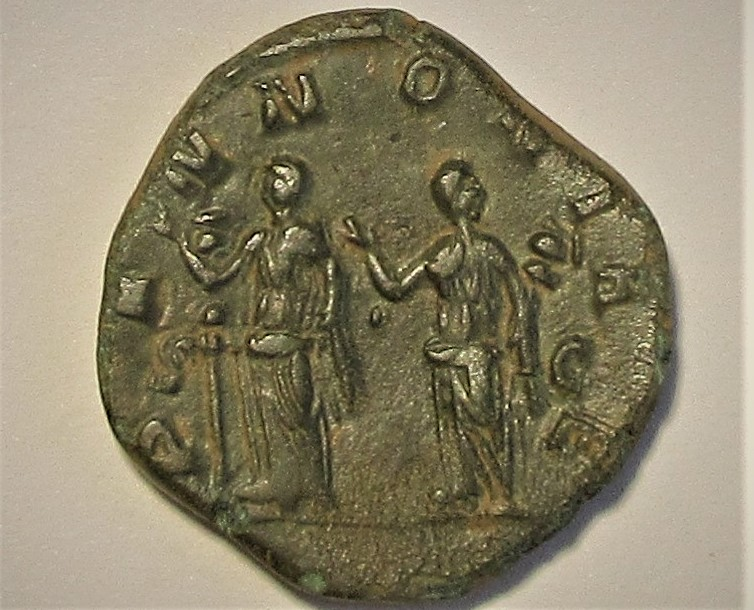
Die beiden Pannoniae auf Sesterz des Kaisers Traianus Decius

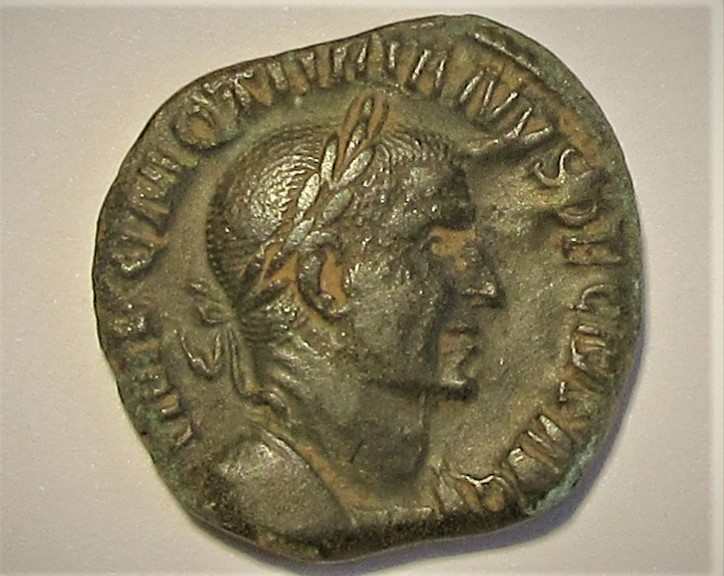
Portraitseite des Sesterz von Traianus Decius

Der Gotensturm überrannte die Legionen des Kaisers Decius im Jahr 251. Erst in der Schlacht bei Naissus 269 und 270 konnten die Goten während der Regierungszeiten der Kaiser Claudius Gothicus (268–270) und Aurelian (270–275) für etwa 100 Jahre hinter die Donau gedrängt werden. Aber die germanischen Stämme der Juthungen, Markomannen und Vandalen versuchten ständig die Donau zu überqueren, was teilweise auch gelang. Mit einigen der Invasoren kam – erstmals seit Jahrhunderten – kriegerische Verwüstung und Tod bis nach Italien. Doch die Angreifer konnten von Aurelian abgefangen und zerschlagen werden.
Während des fortgeschrittenen 3. Jahrhunderts, nach dem Zusammenbruch des Obergermanisch-Raetischen Limes und massiven Einfällen germanischer Stämme, wurde die Armee reformiert. Es entstanden neu zusammengesetzte Hilfstruppenverbände mit neuen Bezeichnungen und teils veränderten Aufgaben. So lag in den spätantiken Castra ad Herculem am Donauknie eine Auxilia Herculensia mit Equites Dalmatae (Herkulinische Hilfstruppe mit Dalmatinischen Reitern). Schnelle Equites-Verbände waren typische Einheiten am spätantiken Donaulimes.
Unter Kaiser Diokletian und seinen Nachfolgern fanden im späten 3. und im frühen 4. Jahrhundert umfangreiche Reformen in der Verwaltung des Reiches statt. In diesem Rahmen wurden auch die pannonischen Provinzen neu organisiert. Die genaue Chronologie dieser Ereignisse ist umstritten. Festzuhalten ist aber, dass am Ende dieser Reformen an die Stelle der bisherigen zwei Provinzen vier neue getreten waren:
- Pannonia prima im Nordwesten, Hauptstadt Savaria
- Pannonia Valeria im Zentrum, Hauptstadt möglicherweise Sopianae (Pécs)
- Pannonia Savia im Südwesten, Hauptstadt Siscia
- Pannonia secunda im Südosten, Hauptstadt Sirmium (Sremska Mitrovica)

Teile des heutigen Slowenien um Poetovio wurden zudem an die Provinz Noricum abgetreten. 308 hielt Diokletian, als Herrscher mittlerweile abgedankt, eine Kaiserkonferenz in Carnuntum ab, um Streitigkeiten seiner Nachfolger zu schlichten.

### Zwischen Stabilisation und wachsender Unruhe

Der nördliche Limes Pannonicus am Pilisgebirge in valentinianischer Zeit

310 und 323 fielen die Markomannen in die Provinz ein, um 330 die Vandalen. Kaiser Konstantin der Große siedelte einige davon auf römischem Gebiet an. Um 350 zerstörte ein Erdbeben die Siedlungen im Nord-Westen der Provinz. 357 und 374 kam es erneut zu Markomanneneinfällen.
Mehrere Hilfstruppen am Donaulimes wurden während des fortschreitenden 4. Jahrhunderts in Reduktionskastellen untergebracht. Diese Kleinkastelle standen auf dem Areal der wesentlich größeren Vorgängeranlagen, während die Bevölkerung aus den meist unbefestigten Lagerdörfern vielfach hinter den Umfassungsmauern der mittelkaiserzeitlichen Garnisonen Schutz fand. Im Laufe des 4. Jahrhunderts übernahmen verstärkt sogenannte Foederati, meist germanische Söldner, den Dienst der Hilfstruppen.
Nach einem von den Römern provozierten Rechtsbruch und Gebietsstreit, den Kaiser Valentinian I. (364–375) durch den massiven Ausbau des pannonischen Donaulimes mit einer dichten Kette von Burgi und Ländeburgi provoziert hatte, kam es im Zuge der Anlage des Limes Sarmatiae und dem auf dem Land der zuvor vertriebenen germanischen Quaden geplanten Kastell Göd-Bócsaújtelep zu einem neuen Krieg. Die Quaden und ihre im Kampf gegen Rom stets treuen Verbündete, die Jazygen drangen 374 bis 375 erneut in die Provinz Valeria ein. Trotz des Sieges Valentinians wirkten sich die ständigen Kriege verheerend auf die pannonischen Grenzprovinzen aus. Dieser Krieg hatte Valeria nachhaltig verwüstet. Die anhaltenden Verheerungen und Unsicherheiten verursachten auch in den anderen pannonischen Provinzen katastrophale Zustände. Der Handel brach zusammen, das Land wurde entvölkert und die Städte verfielen. Der spätantike Historiker Ammianus Marcellinus beschrieb Carnuntum 375 als „verfallenes, schmutziges Nest“. Nach 376 wurden alanische, germanische und hunnische Verbündete, als zunehmend romanisierte Foederati, in Pannonien angesiedelt. Ihre Spuren finden sich teilweise in den die Spätzeit des Donaulimes prägenden valentinianischen Burgi.
Während der Regierungszeit des Kaisers Theodosius I. (379–395) wurden 382 ein großer Verband westgotischer Krieger zur Grenzsicherung im pannonischen Raum angesiedelt. Alarich, 394 Heerführer dieser Foederati, wagte mit dem Tod des Kaisers den Aufstand gegen seine Dienstherren. Dazu riefen ihn seine Krieger zum König aus. Offensichtlich nutzten auch die Rom verpflichteten Germanen an der pannonischen Donaugrenze diese Situation, um ihrerseits zu rebellieren. Diesen Unruhen schlossen sich die Quaden und Markomannen an und überquerten die Donau. Erneut wurde Pannonien von Zerstörungen und Brandschatzungen heimgesucht.
Bereits um 397 konnte Rom jedoch mit einem zahlenmäßig bedeutenden Markomannenverband, der sich auf dem Gebiet Pannoniens niederlassen wollte, einen Bündnisvertrag einfädeln. Zu den Verhandlungen wurde wie bei ähnlichen Verträgen auch die Kirche eingeschaltet, um die Befriedung und Integration der Germanen zu unterstreichen. In diesen Fall war Ambrosius, Bischof der Reichshauptstadt Mailand, persönlich involviert. Vom Christentum beeindruckt, unterhielt die Fürstin dieser Markomannengruppe, Fritigil, mit Ambrosius eine Korrespondenz. Ambrosius konnte Fritigil dazu bewegen, sich und ihren Verband dem römischen Staat zu unterstellen. Die damals in den römischen Dienst getretenen Markomannenkrieger, rund 3000 Mann, wurden in drei nach ihnen benannten Eliteeinheiten der Garde aufgeteilt und möglicherweise als Verstärkung der Provinz Pannonia prima unter einem Tribunus gentis Marcomannorum eingesetzt. Nach dem Übersiedeln auf römisches Gebiet verschwindet die Bezeichnung Markomannen aus der Literatur. An ihre Stelle tritt die Bezeichnung Sueben – die Stammesgruppe, zu der die Markomannen historisch gehörten, wie dies schon der römische Historiker Tacitus bezeugt hatte.

### Stilicho rettet die Provinz
Doch weder die Markomannen in der Pannonia prima noch die erneut durch unzuverlässige Foederati besetzten Grenzanlagen der Provinz Valeria konnten 401 die asdingischen Vandalen aufhalten, die wohl der Donau entlang nach Raetien zogen. Die zur Sicherung Valerias abgestellten sarmatischen Alanen haben sich möglicherweise diesem Zug angeschlossen, als sie sich ebenfalls gewaltsam einen Weg Richtung Westen bahnten. Dem römischen Heermeister Flavius Stilicho, der sich gleichzeitig mit dem nach Italien eingedrungenen Alarich beschäftigen musste, gelang es kurzfristig, Vandalen und Alanen in Raetien zurückzuschlagen. 402 gelang es Stilicho, in der Schlacht bei Pollentia und anschließend in der Schlacht bei Verona Alarich zu besiegen, der daraufhin vorübergehend nach Pannonien zurückkehrte.
Um 406 brach eine gewaltige Invasion verschiedener Völker über Pannonien herein, der sich mit den Goten unter ihrem Heerführer Radagaisus in Bewegung gesetzt hatte. Sie waren dem Druck der von Osten nach Europa einfallenden Hunnen gewichen. Während die Goten ihren Zerstörungsfeldzug bis nach Florenz vortrugen, brachen die Quaden erneut über die Donau auf römisches Reichsgebiet ein und verbanden sich auf ihrem Marsch nach Westen im Raum um den unteren Main mit den Vandalen und Alanen. Dem sich oftmals gewaltsam entladenden Druck der Völkerwanderungszeit konnten die noch treuen römischen Foederati nicht viel entgegensetzten. Blieben Sold oder Nachschub aus, verließen auch sie ihre Stellungen. Gemeinsam mit den Wandalen zogen die Quaden bis nach Spanien und erhielten dort um 411 ein Siedlungsgebiet durch Kaiser Flavius Honorius (395–423) zugewiesen. Damit war – nach dem Aussterben der jazygischen Kultur gegen Ende des 4. Jahrhunderts ein weiterer alter Hauptgegner Roms von den Grenzen Pannoniens verschwunden. Radagaisus und sein Heer wurden 406 in der Schlacht bei Faesulae durch Stilicho und seine verbündeten hunnischen Reiter und Goten, die sich von Alarich getrennt hatten, vernichtend geschlagen. Mit der Ermordung Stilichos – selbst ein brutaler Machtpolitiker – verlor Westrom den fähigsten Heermeister seiner Zeit.

### Untergang und teilweise Wiederherstellung
Während der ersten Hälfte des 5. Jahrhunderts waren die Hunnen in Pannonien eingefallen und besetzten das Land. Sowohl die Markomannen der Pannonia prima als auch die noch verbliebenen Reste der Quaden gerieten unter ihre Oberherrschaft. Die römische Verwaltung brach zusammen. 427 konnte Pannonien durch weströmische Truppen unter ihrem Heermeister Flavius Felix noch einmal von den Hunnen befreit werden. Während innerrömischer Machtkämpfe musste der abgelöste römische Heermeister Flavius Aëtius 432 aus Italien zu seinen alten hunnischen Freunden fliehen. Mit ihrer Hilfe kam er 433 wieder zu Amt und Würden. Höchstwahrscheinlich noch im selben Jahr löste Aëtius offenbar die hunnische Bedingung für den gemeinsamen Heerzug ein und verzichtete auf Pannonien. Fraglich bleibt auch, ob damals das ganze Land an die Hunnen abgetreten wurde oder nur Teile. Tatsache ist, dass Sirmium, die Hauptstadt der Provinz Pannonia secunda, erst 441/442 gewaltsam von den neuen Machthabern erobert werden musste. Nach dem von den ostgermanischen Gepiden eingeleiteten Ende des Hunnenreiches im Zuge der Schlacht am Nedao versuchte der weströmische Kaiser Avitus (455–456) im Herbst 455 Pannonien zurückzugewinnen, das schon seit Langem auch zu einem Zankapfel zwischen den Reichshauptstädten Ravenna und Konstantinopel geworden war. Doch der Einfluss Westroms auf das Land scheint damals offenbar gering geworden zu sein, denn es war der oströmische Kaiser Markian (450–457), der es den Ostgoten gestattete, alles Land zwischen Sirmium und Vindobona in Besitz zu nehmen.
Aus diesem Volk stammte der in Pannonien geborene Herrscher Theoderich. Mit großen Teilen seines Volkes war er von dem oströmischen Kaiser Zenon nach Italien geschickt worden, um den zur Macht gekommenen Odoaker niederzuringen. Dieser hatte 476 den letzten weströmischen Kaiser, Romulus Augustulus, abgesetzt. Nach dem Sieg unterstand der zum König erhobene Theoderich formal dem Oströmischen Reich. Unter ihm wurden die südpannonischen Provinzen Savia und Teile der Secunda in neuer Form wiederhergestellt. Savia wurde vor 504 mit der Provinz Dalmatia verbunden, die 504/505 den Gepiden abgenommene ehemalige Secunda wurde zur Provinz Pannonia Sirmiensis. Mit dem Tod Theoderichs 526 zerfiel diese Ordnung wieder.
Während der Regentschaft Theoderichs drang der Langobardenkönig Wacho in den nordwestpannonischen Raum ein und unterwarf die dort siedelnden Sueben – wohl Nachfahren der Markomannen, die hier einst von Rom angesiedelt worden waren. Offenbar hielt sich Wacho jedoch bei seinem Eroberungszug von den Grenzen der Provinzen Dalmatia und Pannonia Sirmiensis fern.

## Nachrömische Entwicklung
Anschließend war Pannonien bis 568 zum größten Teil langobardisch, während Sirmium bis 567 die Hauptstadt des Gepidenreiches war. Nach Zerschlagung des Gepidenreiches und der Einnahme Sirmiums durch die Römer zogen die Langobarden und Teile der verbleibenden römischen Bevölkerung nach Italien ab. Die Awaren übernahmen das Gebiet und eroberten 582 Sirmium. 616 siedelten sie Teile der römischen Provinzialbevölkerung des Balkans nach Pannonien um (Sermesianoi), wo diese bis zu ihrer Revolte 679 unter der Herrschaft des bulgarischen Khan Kuwer verblieben.